# In the Name of Love: Artists United for Africa
In the name of love: artists united for Africa es un álbum benéfico grabado por bandas de música cristiana contemporánea. Una parte de las ganancias va en ayuda del compate a la pandemia del sida en África. Todas las canciones son cóvers de canciones de U2.

## Lista de canciones
1. "Sunday Bloody Sunday" (interpretada por Pillar)
2. "Beautiful Day" (Sanctus Real)
3. "40" (Starfield)
4. "Love is Blindness" (Sixpence None the Richer)
5. "Gloria" (Audio Adrenaline)
6. "Grace" (Nichole Nordeman)
7. "All I Want Is You" (Jars of Clay)
8. "Mysterious Ways" (TobyMac & Sarah Kelly)
9. "Pride (In the Name of Love)" (Delirious?)
10. "One" (Tait)
11. "With or Without You" (GRITS)
12. "When Love Comes to Town" (Todd Agnew)
13. "Where the Streets Have No Name" (Chris Tomlin)